# جاكسون أورموند
جاكسون أورموند (بالإنجليزية: Jackson Ormond)‏ هو لاعب اتحاد الرغبي نيوزيلندي، ولد في 21 نوفمبر 1990 في Hāwera ‏ في نيوزيلندا.

## وصلات خارجية
- جاكسون أورموند على موقع ItsRugby.co.uk (الإنجليزية)